# Travellers Rest River
Travellers Rest River är ett vattendrag i Australien. Det ligger i delstaten Tasmanien, i den sydöstra delen av landet, omkring 120 kilometer nordväst om delstatshuvudstaden Hobart.
I omgivningarna runt Travellers Rest River växer i huvudsak städsegrön lövskog. Trakten runt Travellers Rest River är nära nog obefolkad, med mindre än två invånare per kvadratkilometer. Genomsnittlig årsnederbörd är 1 478 millimeter. Den regnigaste månaden är september, med i genomsnitt 188 mm nederbörd, och den torraste är februari, med 55 mm nederbörd.